# Victoriaön
Victoriaön (engelska: Victoria Island, Kitlineq) är Kanadas näst största ö, efter Baffinön. Nordvästra delen av ön ligger i Northwest Territories och den sydöstra tillhör Nunavut. Ytan är 217 291 km². 2001 var invånarantalet 1707.
Stora delar av kustområdena och hela den östra delen av ön består av tundra med otaliga små insjöar. Kusten där karaktäriseras av många havsvikar. Det inre, västliga området är mer kuperat och når på flera platser höjder på 500–600 m ö.h. Djur- och växtlivet är arktiskt. Ön har en liten befolkning som är bosatt i två orter: Cambridge Bay (1477 invånare, 2006) på sydostkusten och Holman (398 invånare, 2006) på västkusten. Tundraklimat råder i trakten.